# Fletcher (förnamn)

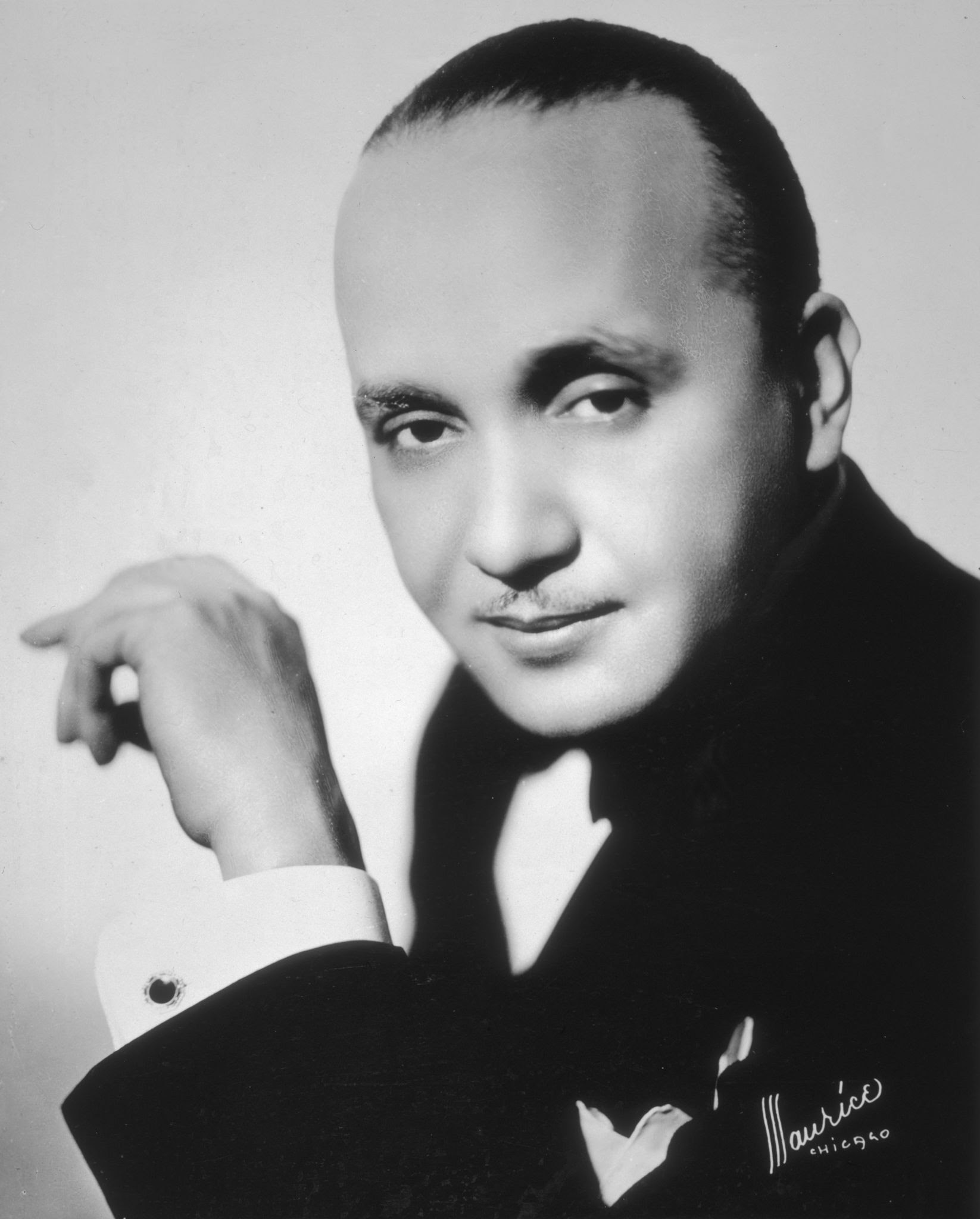
Fletcher Henderson, 1943

Fletcher är ett mansnamn. Namet kommer från engelska efternamnet Fletcher med betydelsen "tillverkare av pilar" från fornfranska flechier.
I july 2025 fanns det 22 personer med förnamnet i Sverige.

## Personer med förnamnet Fletcher
- Fletcher Christian
- Fletcher Hale
- Fletcher Henderson
- Fletcher Knebel
- Fletcher D. Proctor
- Fletcher Stockdale